# 滑鐵盧站 (倫敦地鐵)
滑铁卢站（英語：Waterloo tube station）是倫敦地鐵一個在滑鐵盧車站複合的地鐵站。該站是英國最繁忙的車站，2014－2015年間有9920.2萬乘客進出。該站帶有四條路線：貝克盧線、銀禧線、北線及滑鐵盧及城市線。
車站位於第1收費區，蘭貝斯區鄰近泰晤士河的南岸。可步行至倫敦眼。

## 历史

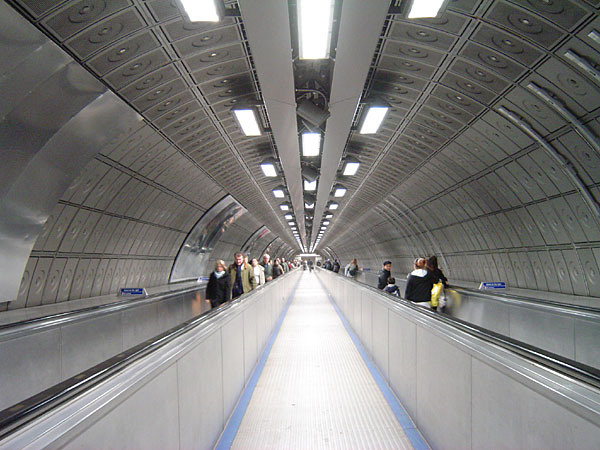
滑鐵盧地鐵站

滑鐵盧的第一條地鐵路線於1898年8月8日通車，由滑鐵盧及城市鐵路營運，同時是主線車站擁有者倫敦及西南鐵路的子公司。滑鐵盧及城市鐵路，外號「排水」（The Drain）以有限度方式達成了倫敦及西南鐵路原初以最短路線的方式將路軌向北延長至倫敦市。
1906年3月10日，貝克街及滑鐵盧鐵路（現時貝克盧線）通車。1926年9月13日漢普斯特德及高門線延長段（現時北線的查令十字支線）通車，由堤岸站延長至已有的城市及南倫敦鐵路車站肯寧頓站，並在滑鐵盧設有一個新站。
作為倫敦及西南鐵路與其繼承者南方鐵路的子公司，滑鐵盧及城市鐵路並不屬於倫敦地鐵系統。在主線鐵路公司於1948年國有化後，其成為了英國鐵路的一部分。
1965年3月，英國鐵路及倫敦交通聯合組成委員會，並出版了《一個為倫敦的鐵路計劃》（A Railway Plan for London），並包括建議重提1900年代將皮卡迪利線奧德維奇支線前往滑鐵盧的計劃。倫敦交通於1964年11月已經尋求國會批准興建由奧德維奇到滑鐵盧的隧道，並於1965年8月獲得國會授權。然後開展了詳細研究，儘管在邀請投標者以前的1967年削減公共預算導致計劃延後。
1993年一段短暫的關閉後，滑鐵盧及城市線改為倫敦地鐵的第四軌供電，並自1994年4月1日起將路線擁有權轉移至倫敦地鐵。由於復活節的短暫關閉，路線的第一列地鐵服務於1994年4月5日才開始營運。
1999年9月24日，銀禧線月台作為銀禧線延長段一部分啟用。此站當時是延長段的臨時西端總站，前往東倫敦的斯特拉特福德站。直至最後一段連往原先的其餘部分滑鐵盧至綠園站段於1999年11月20日通車。銀禧線月台位於貝克盧線及北線的對側，但兩端以一條長140公尺的自動行人道連接（只有其中一條位於地下；另一條前往銀行及紀念碑站的滑鐵盧及城市線月台）。

## 接駁交通
倫敦巴士1、4、26、59、68、76、77、139、168、171、172、176、188、211、243、341、381、507、521、RV1、X68路以及夜間路線N1、N68、N76、N171、N20、N343、N381路服務此站。

## 图集

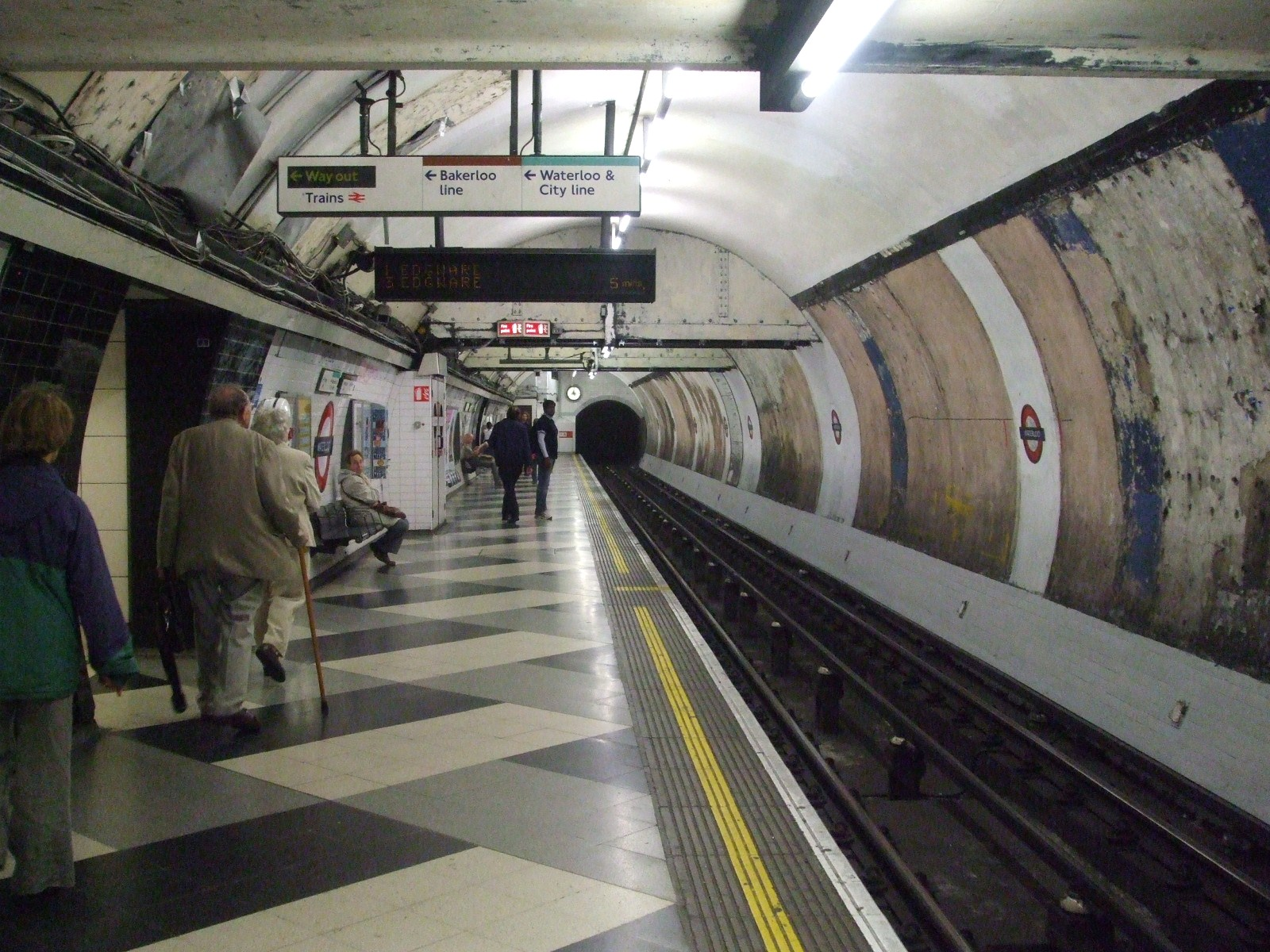
北线北行站台南望
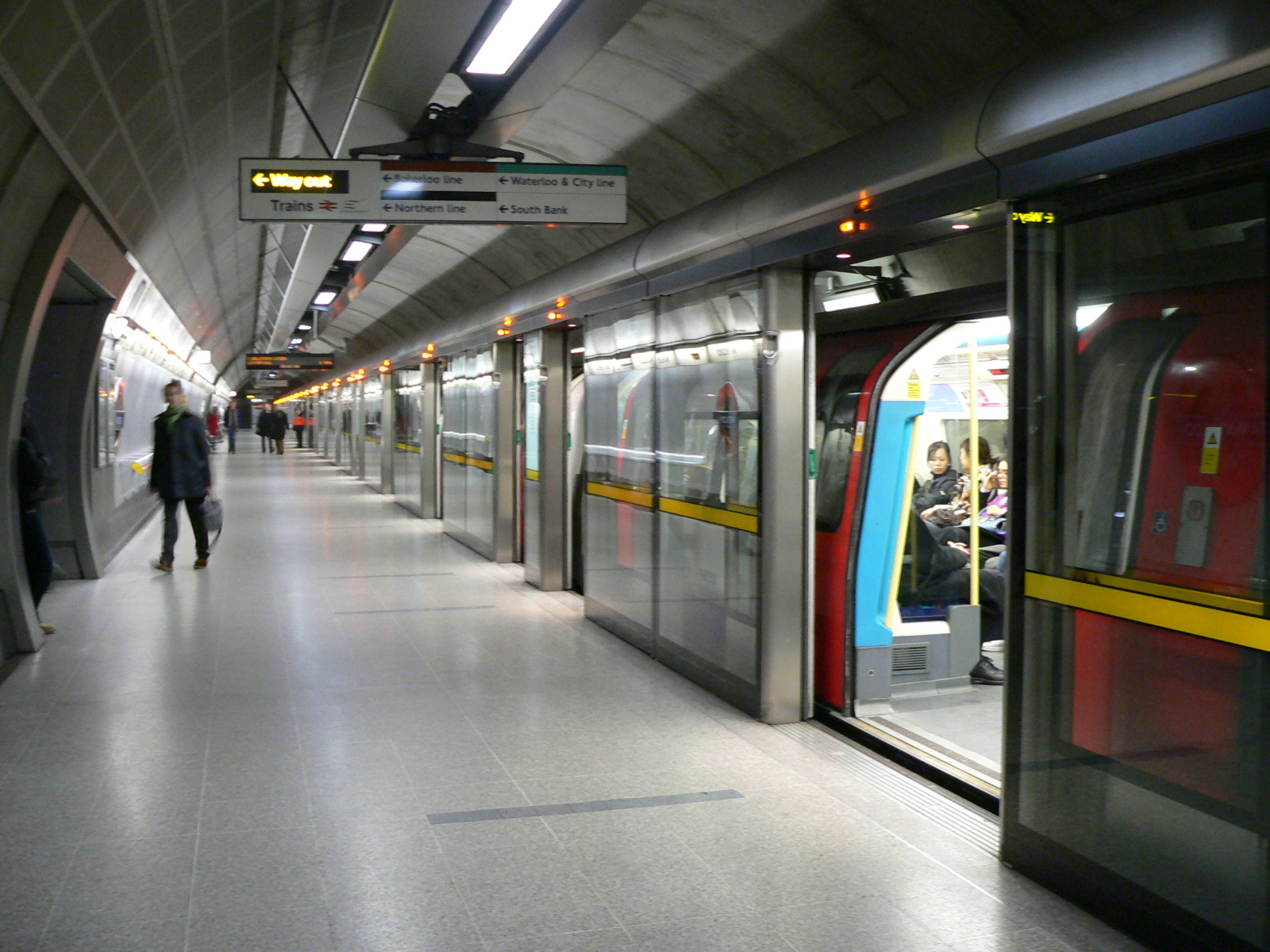
銀禧线西行站台東望
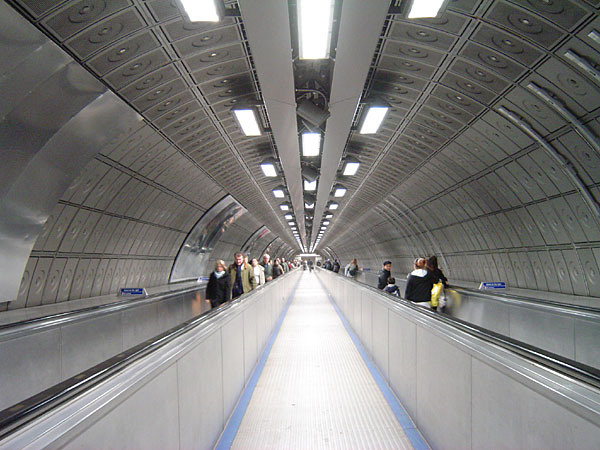
銀禧線及北线站台間之電扶梯